# Precaffrocrambus
Precaffrocrambus és un gènere monotípic d'arnes de la família Crambidae. Conté només una espècie, Precaffrocrambus manyarae, que es troba a Tanzània.